# Тімоті Лірі
Тімоті Френсіс Лірі (англ. Timothy Francis Leary; 22 жовтня 1920 — 31 травня 1996) — американський письменник, психолог, відомий як дослідник та популяризатор психоделічних препаратів.
Протягом часу, коли такі речовини як ЛСД та псилоцибін були легальними, Лірі проводив експерименти у Гарвардському університеті. Через ці експерименти Лірі та його колегу Річарда Альперта звільнили. Лірі вірив, що ЛСД показав терапевтичний потенціал для використання у психіатрії. Він популяризував гасла, що просували його філософію, такі як «Увімкни, налаштуй, відпади», «сет і сетинг» та «думай сам і сумнівайся в авторитеті». На початок 2020-х років концепція психоделічної медицини набуває відродження і багато досліджень показали значну ефективність психоделіків в лікуванні таких станів, як посттравматичний стресовий розлад, депресія та деяких інших.
Також, він часто писав та говорив про трансгуманістичні концепції, включаючи космічні подорожі, розширення свідомості, збільшення тривалості життя.

## Ранні роки та освіта
Тімоті Лірі народився у Спрингфілді, штат Массачусетс. Він був єдиною дитиною ірландського американця, дантиста, який покинув свою дружину Ебіґейл Ферріс, коли Лірі було тринадцять. Він закінчив середню школу у тому західно-массачусетському місті.
Тімоті Лірі відвідував Коледж Святого Хреста у Вустері, штат Массачусетс, із вересня 1938 — до червня 1940 року. Під тиском батька, він тоді прийняв призначення кадета у Військовій академії США, що у Вест-Поінті, штат Нью-Йорк. В перші місяці своєї служби, як «плебей» («дух»), він отримував численні догани за порушення правил, а пізніше ще й втрапив у серйозну халепу, відмовившись доповідати про порушення, вчинені іншими кадетами, в той час як виконував обов'язки вахтера. Його звинуватили у пиятиці та гультяйстві, і він так і не спростував цього звинувачення. За зневагу до кодексу честі Академії, Комітет Честі попросив його покинути службу. Коли Лірі відмовився, до нього застосували «мовчанку»; тобто, його відтепер цуралися та ігнорували всі інші кадети — як тактика, щоб примусити його залишити службу. І незважаючи на те, що Лірі був виправданий військовим трибуналом, тактика «мовчанки» діяла повним ходом, так само як і догани за дріб'язкові порушення правил. Коли таке ставлення продовжилося і на другий рік його служби, його мати звернулася до друга сім'ї — сенатора Сполучених Штатів Девіда І. Волша, голови Комітету морських справ, який розпочав приватне розслідування. За кулісами Комітет Честі повторно розглянув власну позицію і оголосив, що вони дотримаються вердикту, винесеного військовим трибуналом. Лірі після цього покинув службу, і був з честю звільнений з армії. Через майже 50 років, він сказав, що це було «єдине справедливе випробовування, з яким мені довелося мати справу у суді».
На велике розчарування сім'ї, Лірі вирішив перейти до Університету Алабами восени 1941 року, завдяки швидкій відповіді закладу на подану ним заяву. І хоча він і записався у Тренувальний корпус офіцерів резерву — програму, яка діяла в закладі — здобував найвищі оцінки і почав проявляти академічний інтерес до психології та біології, його виключили з університету через рік, за проведення ночі у жіночому гуртожитку. Втративши свою студентську відстрочку у розпал Другої світової війни, за чим йшло короткочасне перебування в Іллінойському університеті в Урбана-Шампейні, наслідком його виключення із Університету Алабами став призов у лави Армії США. Він повідомив про проходження військової підготовки у форті Юстіс у січні 1943 року. Замість того, щоб взяти участь в подальших тренуваннях, після яких можна було отримати звання офіцера, Лірі залишився при своєму званні рядового сержанта і записався на широкомасштабну академічну програму для спеціалістів з психології, в яку входило навчання у Джорджтаунському університеті та в Університеті штату Огайо; після затримки внаслідок подій у минулому, а згодом — поновлення в Університеті Алабами, він завершив здобуття навчального ступеня через дистанційне навчання, і став випускником у серпні 1945 року. Незабаром після його підвищення до звання капрала у 1944 році, Лірі призначили штатним психометристом у лікарні Дешон, що у Батлері, штат Пенсильванія, значною мірою завдяки щедрості колишнього професора Дональда Рамсделла. Лірі працював у лікарні в основному із глухими пацієнтами і служив там для постраждалих у війні. Проживаючи у Батлері, Лірі почав зустічатися з Маріанною Буш; вони одружилися в квітні 1945 року. Формально звільнений від служби у січні 1946 зі званням сержанта. Протягом служби в армії Лірі отримав Медаль за відмінну поведінку, American Defense Service Medal, Медаль за американську кампанію та Медаль за перемогу в Другій світовій війні.
Протягом 1960-х та 1970-х років Лірі регулярно заарештовували та утримували у 29 різних в'язницях по всьому світу. Президент США Річард Ніксон навіть називав Лірі «найнебезпечнішою людиною Америки».
22 жовтня 2020 року до 100-річчя Тімоті Лірі музиканти з різних кутків світу випустили альбом присвяту «Tim, where are you now?» на лейблі Projekt Records